# Манастир Црнојевића на Ћипуру
Манастир Црнојевића на Ћипуру налазио се на локацији Ћипур у Цетињу, на месту где се данас налази Дворска црква на Ћипуру. Саградио га је у 15. веку Иван Црнојевић, оснивач династије Петровић Његош. Манастир је срушен 1692. године, у експлозији коју су, напуштајући Цетиње, подметнули Млечани како би побили турске команданте, а његов изглед сачуван је на једној илустрацији Октоиха петогласника.

## Историја
Крајем 15. века освајачки походи Турака приморали господара Зете Ивана Црнојевића да седиште државе из утврђеног града Жабљака премести најпре на Обод, а затим у Цетињско поље.
Када је, под нападом турске војске 1478. године, пала његова престоница Жабљак, Иван Црнојевић се нашао у изгнанству у Италији где се у Анкони, пред божанским ликом Богородице заветовао да ће, ако се икад врати у домовину, подићи храм у њену част. Свој завет је испунио чим се вратио из Италије, 1481. године, и за кратко време ивицом Ловћенског поља створио престоницу. На Ћипуру је почетком 1482. године подигао себи двор, а две године касније и манастир, у који је сместио Зетску митрополију. Ово је формално означило оснивање града Цетиња. У краћој верзији Повеље о оснивању ове своје задужбине Иван Црнојевић каже: 
| „ | ... И саздах храм на мјесту званом Цетиње, у славу и хвалу госпође матере Божје, у име њеног рожденства и манастир при њој створих за упокојење мисли, али и митрополија зетска да буде ту ако буде по вољи милостивој госпођи. (Године 1482., писа се мјесеца јануара 4. дан на Ријеци...) | ” |

Највјероватније је Цетињски манастир од 1493.године постао стециште штампарских мајстора. До сада је утврђено да је Штампарија Црнојевића штампала пет књига. Да ли је Манастир Црнојевића доживео рушења или оштећења до 1692. године, у историјским изворима није потврђено. Међутим, непосредно се може закључити да је 1496. године био напуштен, када је Ђурађ Црнојевић са породицом, калуђерима и 60 коњаника напустио Цетиње и кренуо ка Будви, а касније у Млетке. Тада је престао рад Штампарије, а са собом је Ђурађ однео и драгоцености из Манастира (злато, сребро, свилене одежде, иконе, намештај). На основу једног спора, а у вези винограда, из 1530. године може се закључити да је живот у Манастиру био обновљен најкасније те године.
На Општем црногорском Збору, одржаном 1688. године у Љешанској нахији, донета је одлука о устанку против Турака. Тадашњи савезник Венеција стационирала је на Цетињу своју посаду. Такође которски провидур Дуодо, шаље на Цетиње, инжињера Ђованија Франческа Барбијерија са неколико радника, да учврсти Манастир и подигне утврђења на најподеснијим местима за одбрану града. И Никола Ерицо, који је у јуну 1691. године постављен на положај которског изванредног провидура, „посветио се спреми Цетиња за одбрану, утврђујући га на брзу руку што је боље могао”. Цетињски манастир је срушен 1692. године, за време Морејског рата (1684 - 1699), у експлозији коју су, напуштајући Цетиње, подметнули Млечани, како би побили турске команданте. Од снажне експлозије повређен је и сам Сулејман-паша. Манастир је од експлозије оштећен али је завршно рушење и скидање олова са крова Цркве обављено на захтев разљућеног Сулејман-паше. Остало је забележено да су се хришћани који су били у пашиној војсци противили томе и преклињали га да Цркву не руши али је све то било узалуд. Сулејман-паша задржао се на Цетињу неколико дана, а затим се повукао из Црне Горе без икаквог насиља над народом. Млетачкој војсци ово је био последњи боравак у Црној Гори.
Девет година после рушења Манастира Црнојевића, 1701. године, владика Данило Петровић је подигао нови манастир, данашњи Цетињски манастир, недалеко од старог на рушевинама дворца Ивана Црнојевића. Приликом зидања 1701. године, владика Данило је дао да се у ново здање узидају делови камене пластике са старог Манастира. Тако је изнад врата црквене припрате уграђен камен са ктиторским натписом Ивана Црнојевића из 1484. године. На спољном зиду манастирског олтара налази се узидан камен на којем је уклесан државни грб Ивана Црнојевића, а шест капитела је уграђено у галерију на спрату и два на звонику садашњег Манастира. У нови Манастир, владика Данило је пренео и вредне предмете, спашаване и сачуване приликом рушења старог манастирског комплекса, и то пре свега повељу, печат и господарски штап Ивана Црнојевића. На овај начин владика Данило Петровић јасно је нагласио и потврдио континуитет са старом Ивановом црквом.
Године 1890. на месту некадашњег манастира тадашњи владар Црне Горе Никола I Петровић Његош, за потребе дворских верских церемонија, подигао је Дворску цркву, такоће посвећену Рођењу Богородице. Крајем 80-их година 20. века извршена су археолошка ископавања на локалитету Ћипур и тада су откопани и конзервирани стари темељи манастирског комплекса Црнојевића. Оригинални стубови и капители дислоцирани су са локалитета и уврштени у сталну поставку тада новооснованог Историјског музеја, а на њихово место су постављене копије које се могу и данас видети.

### Гроб Ивана Црнојевића у Манастиру Црнојевића
О Иванбегу, како су великог господара звали у народу, писао је Митрофан Бан, који каже да је Иван Црнојевић „сахрањен у светоме храму његове задужбине”. Међутим, како су Турци у више наврата, 1692, 1712. и 1785. године, опседали Манастир Црнојевића и гроб Ивана Црнојевића је био у опасности. Црногорци су стога његове кости преносили с места на место, не би ли их сачували. Тек је краљ Никола, пошто је завршио цркву на Ћипуру, на дан њеног освештавања, похранио ту и кости Иванбега, о чему сведоче записи Митрофана Бана.
Током археолошких ископавања локалитета Ћипур 1986. године, истраживачка екипа, којом је руководио историчар уметности Вељко Ђурић, испод пода Дворске цркве, коју је саградио 1886. године књаз Никола, наишла је на гроб из 15. века. У гробу, који се налазио у наосу цркве, грађеном идентично као и гробнице многих средњовековних владара, пронађен је ковчежић луксузне израде са, како се претпостављало, земним остацима господара Зете Ивана Црнојевића. Ковчежић је био увијен у покров од часне трпезе, највишим степеном сакралног достојанства у обреду православног сахрањивања. Био је сачињен од дрвета и премазан дебелим слојем неке уљане фарбе. На покрову се налазио срмом везени крст. Ковчежић је, затворен, пренесен у Завод за заштиту споменика. Формирана је комисија и екипа Завода обавила је отварање ковчежића. Није се сумњало да се ради о остацима Ивана Црнојевића. Том приликом израђен је нови ковчежић, са идентичним елементима, пошто је стари био пропао. У Записнику сачињеном том приликом наведено је како у сандуку, осим остатака костију, није било других прилога. Записни није сачиван и једини подаци о ковчежићу из кога су извађени остаци Ивана Црнојевића налазе се данас у књизи Јована Маркуша Повратак краља Николе I у отаџбину, који је тада био члан Комисије.
Постојао је договор руководилаца Црне Горе и Цетиња да се земни остаци Ивана Црнојевића врате на место где су нађени када се заврши пренос остатака краља Николе и краљице Милене у Црну Гору 1989. године. Свечани чин уз одговарјући верски обред планиран је за мај 1990. године, када се навршавало 500 година од упокојења првог господара Црне Горе. Међутим, уместо инхумације, земни остаци Ивана Црнојевића су „из безбедносних разлога” похрањени у трезор Службе друштвеног књиговодства. Завод није имао одговарајући депо, а у цркви на Ћипуру није било услова да се похране остаци Ивана Црнојевића. После петнаест година проведених у трезору, ковчежић са костима пренешен је у депо Народног музеја Црне Горе.
Земни остаци господара средњовјековне државе Зете, првог господара Црне Горе и оснивача Цетиња Ивана Црнојевића, пренешени су у обновљену гробницу у Дворској цркви на Ћипуру 2010. године, где се и данас налазе. Инхумација је обављена уз војне почасти, у присуству радне групе задужене за враћање преноса земних остатака те значајне личности црногорске историје, представника власти и музеја, али без представника цркве, што је овом чину дало политичку ноту. Из Владе је упућено саопштење које је гласило: „Радна група захваљује се свима који су дали допринос да се чин инхумације обави, као и Митрополији црногорско-приморској и Црногорској православној цркви и њиховим поглаварима”. Овим саопштењем први пут су у исту раван, било којим поводом, стављени Митрополија и такозвана црногорска православна црква, због чега је Митрополија негодовала.

## Изглед манастира
Изглед манастира Црнојевића на Ћипуру сачуван је на једној илустрацији Октоиха петогласника. Према овој илустрацији на средини комплекса налазила се црква посвећена рођењу Богородице. У цркви Рођења Богородице налазили су се гробови оснивача Ивана Црнојевића, који је умро у дубокој старости 1490. године, као и осталих чланова његове династије који су преминули на Цетињу. На овом месту је, између осталог, радила и прва ћирилична штампарија на Балкану.
Још један извор који пружа податке о изгледу некадашњег манастира је и план инжењера Ђованија Франческа Барбијерија, који је крајем 17. века пројектовао одбрамбене објекте. Тачност и прецизност његовог плана није потврђена другим историјским изворима, који пружају различите податке. Судећи по овом плану и легенди која иде уз њега, на средини Манастира налази се Црква посвећена Рођењу Богородице. Њена дужина са олтаром, износила је око 40, а ширина нешто мање од 20 стопа (14×8 м). Око целе Цркве, осим иза олтарског дела, био је подигнут трем са колонадом на 18 стубова који су имали капителе са извајаним орнаментима. Изван колонаде, са северне стране, налазила се и једна мања црква, посвећана апостолу Петру. Источно од њеног олтара налазио се бунар са „живом водом”, а западно од њега магацин за муницију. Две подужне зграде, са по пет просторија, налазиле су се једна на источној, а друга на јужној страни главне Цркве. Кухиња, испод које је протицао један крак реке Цетине која је тада текла Цетињским пољем, се налазила близи бунара, са његове источне стране, а северно од њега била је још једна зграда са четири просторије. Магацин за жито и друге намирнице налазио се на западној страни Цркве. У просторијама подужне зграде на јужној страни цркве био је смештен митрополитов стан. На спољашњим странама зидова Манастира налазио се ров испуњен водом, чијом је ивицом била постављена дрвена ограда од коља и прућа. Ров је био широк четири млетачке стопе, а његова дужина и висина ограде на слици није назначена. Ров са оградом имао је заштитну сврху и вероватно је потицао из времена боравка млетачке посаде на Цетињу (1688-1692), када је инжењер Барбијери и радио овај план.
У историји Црне Горе се каже да је првобитни изглед централне манастирске цркве најбоље сачуван на графичкој представи мелода у Октоиху петогласнику, штампаном у Цетињској штампарији 1494. године. На овој графичкој представи иза тројице песника који седе на клупи, приказана је тробродна базилика, виђена са северозападне стране. Њен средњи брод је уздигнут над бочним и осветљен је низом од пет прозора са полукружним луковима. На челу фасаде, над порталом, налазила се округла розета. Да је у питању приказ стварног изгледа цркве, према мишљењу бројних истраживача, сведочи обичај српских и влашких манастирских штампарија да иза ликова мелода, на графикама у својим октоисима, увек представе манастирску цркву у којој су књиге отискиване. 
Ове историјске изворе допуњује и цртеж српског архитекте Драгише Милутиновића, на којем се види да су доњи делови полукружне апсиде били сазидани од великих блокова тесаног камена, а да се на извесном одстојању од тла налазио један јак венац полукружног пресека. На рушевини су се још налазили канелирани ступци и неколико капитела. Руски историчар Павле Ровински такође је оставио своју верзију изгледа манастира. Он је дао цртеж једне триконхозне цркве у чијој средини се оцртавало удубљење у коме се налазило друго мање, обложено са бочних страна каменим плочама, као гробница. Он је претпоставио је да је црква на Ћипуру можда направљена под утицајем Богородичиног храма у Лорету, као и да је била врло слична храму на Старчеву, а оне заједно цркви Светог Илије у Солуну, подигнуте 1012. године.
- Остаци манастира - реплике

### Најновија археолошка истраживања
Резултати археолошких истраживања, посебно оних из 1986. године, допринели су расвјетљавању дилема везаних за овај, по значају и садржају, веома важан културно-историјски споменик. Истраживања су показала да је Манастир, пратећи конфигурацију терена, грађен у форми правоугаоног комплекса, димензија 39,5 x 35,5 м, оријентисан по дужој оси у смеру исток-запад. Артефакти су пронађени на релативним дубинама до 1,50 м до 3,70 м. Истраживањима из 1979. године, констатовани су темељи ове цркве димензија 15×7,5 м, ширине 1,5 м. Такође је пронађен и један попречни зид који указује на могућност постојања припрате у цркви. На западној страни налазе се две грађевине, између којих је био манастирски улаз. Дуж читаве источне и јужне стране Манастир је имао конаке. Северну страну читавом дужином затварао је зид везујући се на источни конак и грађевине на западу. На овај зид, својим јужним странама наслањале су се црквица Светог Петра, а источно од ње и зграда испод које је протицао поток којег више нема. Између северне стране црквице Светог Петра и јужног дела конструкције из које је настајао лучни отвор, волат, над потоком, налазио се ојачани зид за примање удара бујичних вода и њихово одвођење испод волата. Такође се може утврдити да су конаци у јужном и источном делу манастирског комплекса били изграђени на два нивоа, као и јужни део грађевина над потоком. Доњи простори ових грађевина били су лучно засвођени, а над њима су биле изграђене горње просторије. Могући звоник је највероватније био лоциран на западној страни комплекса и издизао се изнад улаза у манастирску порту. Читав комплекс саграђен је од тесаног и притесаног камена, слаганог у правилне редове, везаног кречним малтером жућкастих тонова са већом концентрацијом живог креча.
Више интервенција је изменило изглед и намену појединих грађевина и просторија. Претпоставља се да је услед свакодневних потреба и повећања броја монаха, црква Светог Петра, која се не помиње у повељи Ивана Црнојевића, саграђена касније. Претпоставка о каснијој доградњи заснива на томе да је трем ове цркве на неки начин нарушио основну првобитну концепцију манастирског дворишта, као и на запажању да је апсида рађена од нешто већих камених блокова.
Највеће промене Манастир је доживео у периоду 1688 - 1692. године, за време боравка млетачке војне посаде. Да би се обезбедили од турског напада Млечани су два пута вршили утврђивање Манастира. Прво утврђивање је по налогу провидура Дуода извршио Франческо Барбијери, а друго непознати фортификатор којег је, мјесец дана пре турског напада на Цетиње, упутио которски провидур Никола Ерицо.
О функцији откривених просторија, појединачних и склопних објеката веома је тешко донети одређени суд због недостатка чвршћих аргумената и бројности покретних налаза, очигледног мењања функција просторија током времена и чињенице да је у једном од објеката сигурно била смештена и штампарија Црнојевића.

## Културно добро
Одлуком бр. 01-738/1 од 3. јула 1961. године Дворска црква на Ћипуру је проглашена културним добром. Ступањем на снагу новог статута Народног музеја Црне Горе 2012. године ушла је у састав Историјског музеја Црне Горе. Заједно са конзервираним темељима старог манастира Пречисте Богородице данас представљају интегралну архитектонску целину и изузетну туристичку атракцију. Комплекс Дворске црква са археолошким остацима манастирског комплекса Црнојевића је један од бројних заштићених објеката у Историјском језгру Цетиња, које је као споменичка целина кандидат за упис на листу Светске баштине Унеска.
- Личности сахрањене у Дворској цркви на Ћипуру
- Иван Црнојевић
- Краљ Никола
- Краљица Милена
- Прицеза Ксенија
- Принцеза Вјера